# 159e régiment d'aviation de chasse de la Garde
Pour les articles homonymes, voir 159e régiment.
Le 159e régiment d'aviation de chasse de la Garde (en russe : 159-й гвардейский истребительный авиационный полк), de son nom complet le 159e régiment d'aviation de chasse de la Garde Novorossiïsk, ordres du Drapeau rouge et de Souvorov (en russe : 159-й гвардейский истребительный авиационный Новороссийский Краснознамённый ордена Суворова полк, abrégé en russe : 159-й гв. иап) est un régiment aérien des forces aérospatiales russes (n° d'unité 52906).
Le régiment fait partie de la 105e division d'aviation mixte de la Garde de la 6e armée aérienne du district militaire ouest, basé à l'aéroport de Petrozavodsk en Carélie russe.

## Noms successifs
- 88e régiment d'aviation de chasse ;
- 88e régiment d'aviation de chasse Novorossiïsk ;
- 159e régiment d'aviation de chasse Novorossiïsk ;
- 159e régiment d'aviation de chasse de la Garde Novorossiïsk, ordre du Drapeau rouge ;
- 159e régiment d'aviation de chasse de la Garde Novorossiïsk, ordres du Drapeau rouge et de Souvorov ;
- 6961e base aérienne de la Garde Novorossiïsk, ordres du Drapeau rouge et de Souvorov ;
- Groupe d'aviation de la 7000e base aérienne ;
- Unité militaire n° 40431 (jusqu'au 1er septembre 2009) ;
- Unité militaire n° 52906 (depuis le 1er septembre 2009).

## Historique
Le 88e régiment d'aviation de chasse est formé le 13 avril 1940 à Vinnytsia dans le district militaire de Kiev, sur la base du 4e escadron d'aviation de chasse mixte équipé d'avions I-16.
Le 88e régiment est basé à Vinnytsia le 22 juin 1941, date du début de l'opération allemande Barbarossa.
L'unité est renommée 159e régiment d'aviation de chasse de la Garde Novorossiïsk le 14 avril 1944, succédant à la 88e régiment d'aviation de chasse Novorossiïsk. Le régiment obtient le titre honorifique de la Garde pour l'exécution exemplaire des missions de combat, le courage et l'héroïsme montrés en opérations.
À partir de 1945, le régiment est basé en Pologne, affecté à la 239e division d'aviation de chasse (en) à partir de février 1952. De 1945 à 1948, sa garnison se situe à Malbork ; de 1948 à 1952 à Brzeg ; de 1952 à 1961 à l'aéroport de Kluczewo ; pendant environ huit mois de l'année 1961 à Kolobrzheg ; de 1961 à 1964 à Żagań ; de nouveau à Kluczewo d'août 1964 à juillet 1992 ; puis de retour à l'aéroport de Petrozavodsk à en juillet 1992.

### Réformation

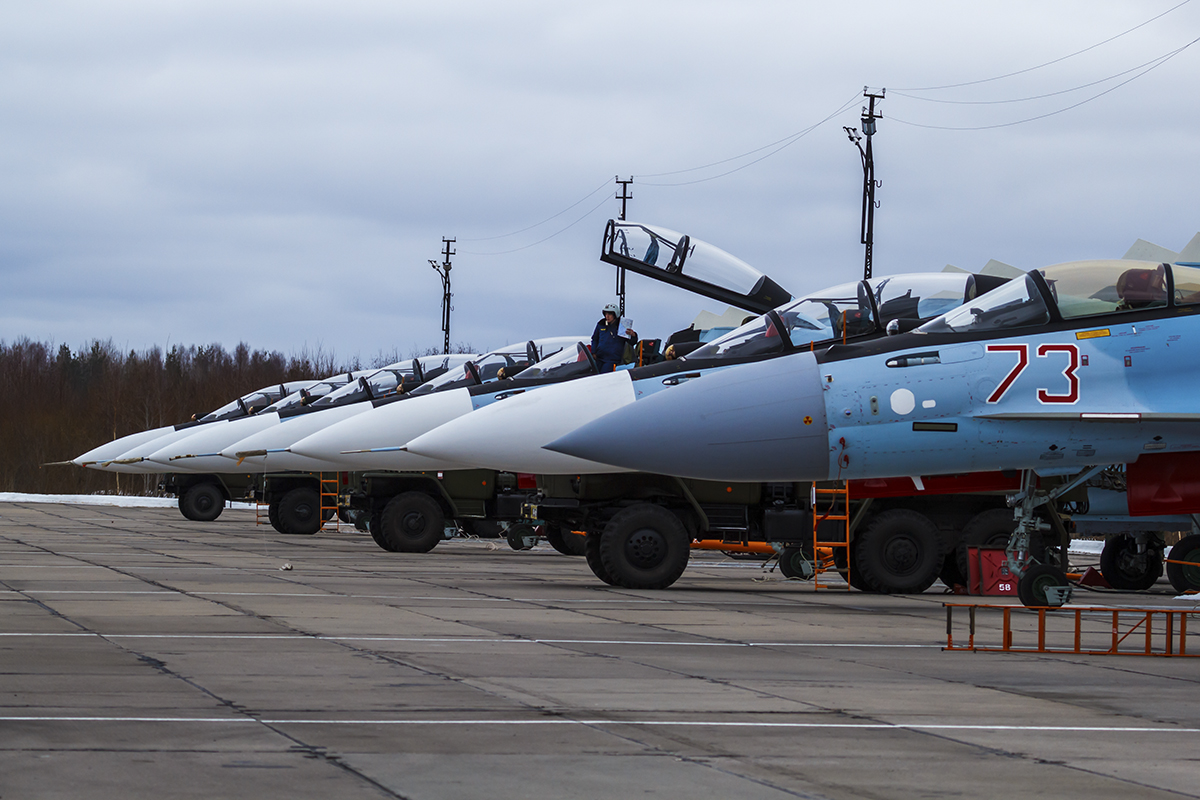
Des avions de l'armée de l'air russe alignés à l'aéroport de Petrozavodsk lors de l'exercice « Ladoga-2019 ».

À l'automne 2009, le 159e régiment est réorganisé en 6961e base aérienne de la Garde Novorossiïsk, ordres du Drapeau rouge et de Souvorov. Le 1er décembre 2010, après une nouvelle modernisation des Forces armées de la fédération de Russie, l'unité est réorganisée en un groupe d'aviation de la 7000e base aérienne. Finalement en 2016, l'unité reprend le nom de 159e régiment d'aviation de chasse de la Garde.
L'unité est engagée dans l'invasion russe de l'Ukraine en 2022.